# Google Domains
Google Domains — новий сервіс від компанії Google, який був запущений в США 13 січня 2015 року. Станом на червень 2015 року — досі знаходиться в стадії бета-тестування. Сервіс розрахований як для компаній, так і для приватних осіб.
Google Domains дозволяє реєструвати домени, а також зручно їх паркувати та налаштовувати.